# مریم شفیع‌پور
مریم شفیع‌پور، دانشجوی مهندسی عمران آب در مقطع کارشناسی در دانشگاه بین‌المللی امام خمینی بود. وی از اعضای فعال کمیته زنان ستاد دانشجویی مهدی کروبی در انتخابات ریاست جمهوری سال ۸۸ بود.

## احضار و بازداشت
شفیع‌پور ۲۸ فروردین ماه سال ۸۹ طی احضاریه کتبی از سوی دادسرای عمومی و انقلاب استان قزوین احضار شد که این احضار به بازداشت نینجامید. اما در تاریخ ۵ مرداد ۹۲ وی پس از احضار به دادسرای اوین بازداشت شد.